# Конечное (деревня)
Конечное — деревня в Череповецком районе Вологодской области.
Входит в состав Югского сельского поселения (с 1 января 2006 года по 8 апреля 2009 года входила в Домозеровское сельское поселение), с точки зрения административно-территориального деления — в Домозеровский сельсовет.
Расстояние по автодороге до районного центра Череповца — 17 км, до центра муниципального образования Нового Домозерова — 15 км. Ближайшие населённые пункты — Большая Новинка, Жары, Якушево.
По переписи 2002 года население — 30 человек (14 мужчин, 16 женщин). Всё население — русские.
С 2005 года рядом со старой деревней Конечное строится коттеджный посёлок. В деревне располагается старинная каменная церковь ротондного типа Покрова Пресвятой Богородицы (1839), исторически разделённая на тёплую (зимнюю) Рождества Христова и холодную (Покровскую). В начале 1900-х годов в церкви непродолжительное время служил племянник святого Иоанна Кронштадтского священник Николая Старопольский. В ротонде сохранились старые росписи, выполненные на сюжет видения блаженному Христа ради юродивому Андрею Константинопольскому Покрова Богородицы, одноярусный старый иконостас. Особенностью церкви является отсутствие алтарной апсиды, что характерно для зданий часовен. Восстановительные работы проводятся с 2001 года, богослужения (частично, по особому расписанию) совершаются с июля 2004 года.